# Покровські Виселки
Покро́вські Ви́селки (рос. Покровские Выселки, ерз. Покровские Выселки) — присілок у складі Торбеєвського району Мордовії, Росія. Входить до складу Краснопольського сільського поселення.
Населення — 61 особа (2010; 80 у 2002).
Національний склад станом на 2002 рік:
- росіяни — 87 %